# Comuna Nyköping
Nyköping (Nyköpings kommun) este o comună din comitatul Södermanlands län, Suedia, cu o populație de 53.038 locuitori (2013).

## Geografie

### Zone urbane
Lista celor mai mari zone urbane din comună (anul 2015) conform Biroului Central de Statistică al Suediei:
| Nr | Zona urbană | Pop.   |
| -- | ----------- | ------ |
| 1  | Nyköping    | 32.224 |
| 2  | Arnö        | 4.124  |
| 3  | Stigtomta   | 1.949  |
| 4  | Svalsta     | 1.095  |
| 5  | Tystberga   | 869    |
| 6  | Bergshammar | 801    |
| 7  | Nävekvarn   | 779    |
| 8  | Vrena       | 630    |
| 9  | Jönåker     | 598    |
| 10 | Sjösa       | 488    |

## Demografie
| \| Evoluția demografică în comuna Nyköping, 1970–2015 \| Evoluția demografică în comuna Nyköping, 1970–2015 \| Evoluția demografică în comuna Nyköping, 1970–2015 \| Evoluția demografică în comuna Nyköping, 1970–2015 \| Evoluția demografică în comuna Nyköping, 1970–2015 \| \| ----------------------------------------------------------------------------------------------------- \| -------------------------------------------------- \| -------------------------------------------------- \| -------------------------------------------------- \| -------------------------------------------------- \| \| An \| \| \| Locuitori \| \| \| 1970 \| 1970 \| \| 57857 \| 57857 \| \| 1975 \| 1975 \| \| 62561 \| 62561 \| \| 1980 \| 1980 \| \| 64099 \| 64099 \| \| 1985 \| 1985 \| \| 64404 \| 64404 \| \| 1990 \| 1990 \| \| 65908 \| 65908 \| \| 1995 \| 1995 \| \| 48737 \| 48737 \| \| 2000 \| 2000 \| \| 49063 \| 49063 \| \| 2005 \| 2005 \| \| 49816 \| 49816 \| \| 2010 \| 2010 \| \| 51644 \| 51644 \| \| 2015 \| 2015 \| \| 54262 \| 54262 \| \| Sursa: SCB - Statistika Centralbyrån, Folkmängd efter region, civilstånd, ålder och kön. År 1968–2016 \| \| \| \| \| |      |  |           |       |
| Evoluția demografică în comuna Nyköping, 1970–2015 |      |  |           |       |
| An |      |  | Locuitori |       |
| 1970 | 1970 |  | 57857     | 57857 |
| 1975 | 1975 |  | 62561     | 62561 |
| 1980 | 1980 |  | 64099     | 64099 |
| 1985 | 1985 |  | 64404     | 64404 |
| 1990 | 1990 |  | 65908     | 65908 |
| 1995 | 1995 |  | 48737     | 48737 |
| 2000 | 2000 |  | 49063     | 49063 |
| 2005 | 2005 |  | 49816     | 49816 |
| 2010 | 2010 |  | 51644     | 51644 |
| 2015 | 2015 |  | 54262     | 54262 |
| Sursa: SCB - Statistika Centralbyrån, Folkmängd efter region, civilstånd, ålder och kön. År 1968–2016 |      |  |           |       |